# Wim Bocxe
Wilhelmus Johannes (Wim) Bocxe (Ter Aar, 31 augustus 1898 – Eindhoven, 7 februari 1984) was een Nederlands burgemeester.
Hij bekleedde dat ambt in de gemeenten Zevenhoven (1927 - 1942) en Wateringen (1942 - 1945). Bocxe was aanvankelijk lid van de RKSP. In februari 1941 sloot hij zich aan bij de NSB. Voor Bocxe in 1927 tot burgemeester werd benoemd, was hij werkzaam op de secretarie van de gemeente Waalre. Vervolgens was hij (van 1923 tot 1927) vier jaar gemeentesecretaris van Zevenhoven.